# 1. Fußballverein Normannia Schwäbisch Gmünd e.V.
1. Fußballclub Normannia Schwäbisch Gmünd e.V. é uma agremiação esportiva alemã, fundada a 29 de julho de 1904, sediada em Schwäbisch Gmünd, no estado de Baden-Württemberg.

## História

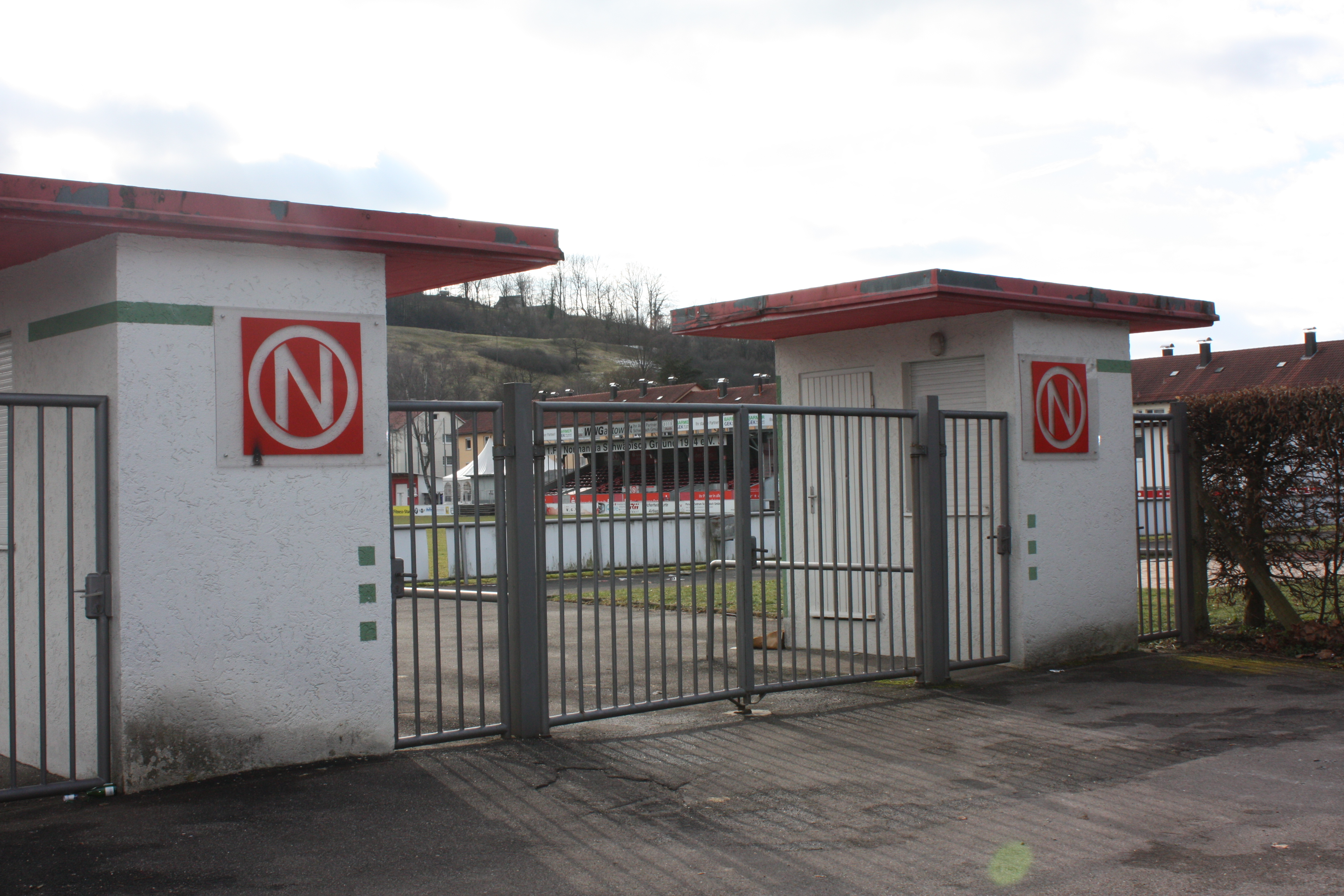
Sede

As origens remontam à formação do Alemannia Schwäbisch Gmünd a 1 de julho de 1904. O clube se uniu ao Suevia Schwäbisch Gmünd para formar o 1. FC Normannia. A associação chegou ao módulo de elite, a Bezirksliga Württemberg, em 1932, e atuou nesse nível por uma temporada antes da liga ser dissolvida.
O Normannia fez parte da segunda divisão por duas temporadas, entre 1942 e 1944, antes de avançar à Gauliga Württemberg (I), na qual atuou no período de guerra entre 1944 e 1945. O clube retornou à segunda divisão após a Segunda Guerra Mundial, em 1947, a Landesliga Württemberg, mais tarde, Amateurliga Württemberg, na qual permaneceu até 1955.
Em 1965 emergiu da Amateurliga Nordwürttemberg (III), conquistando o título da divisão e fazendo parte dos playoffs de promoção para a Regionalliga Süd (II). No entanto, não foi capaz de avançar de divisão e passou os dez anos seguintes na Amateurliga antes de chegar ao nível local mais baixo em 1975. Em 1972, passou as semifinais do Campeonato Amador Alemão, no qual foi eliminado pelo FSV Frankfurt. Uma conquista regional, em 1977, levou o clube a disputar pela primeira vez a Copa da Alemanha, no ano seguinte, na qual eliminou o então participante da segunda divisão, Fortuna Köln, antes de capitular diante do segundo time do FC Augsburg.
Após conquistar a Verbandsliga Württemberg, em 2004, o 1. FC jogou na Oberliga Baden-Württemberg (IV) até 2012, quando foi rebaixado novamente.

## Títulos
| - Verbandsliga Württemberg - Campeão: 2004; - Württembergischer - Campeão: 1966; | - Württemberg Cup - Winners: 1977, 2007; |

## Cronologia recente

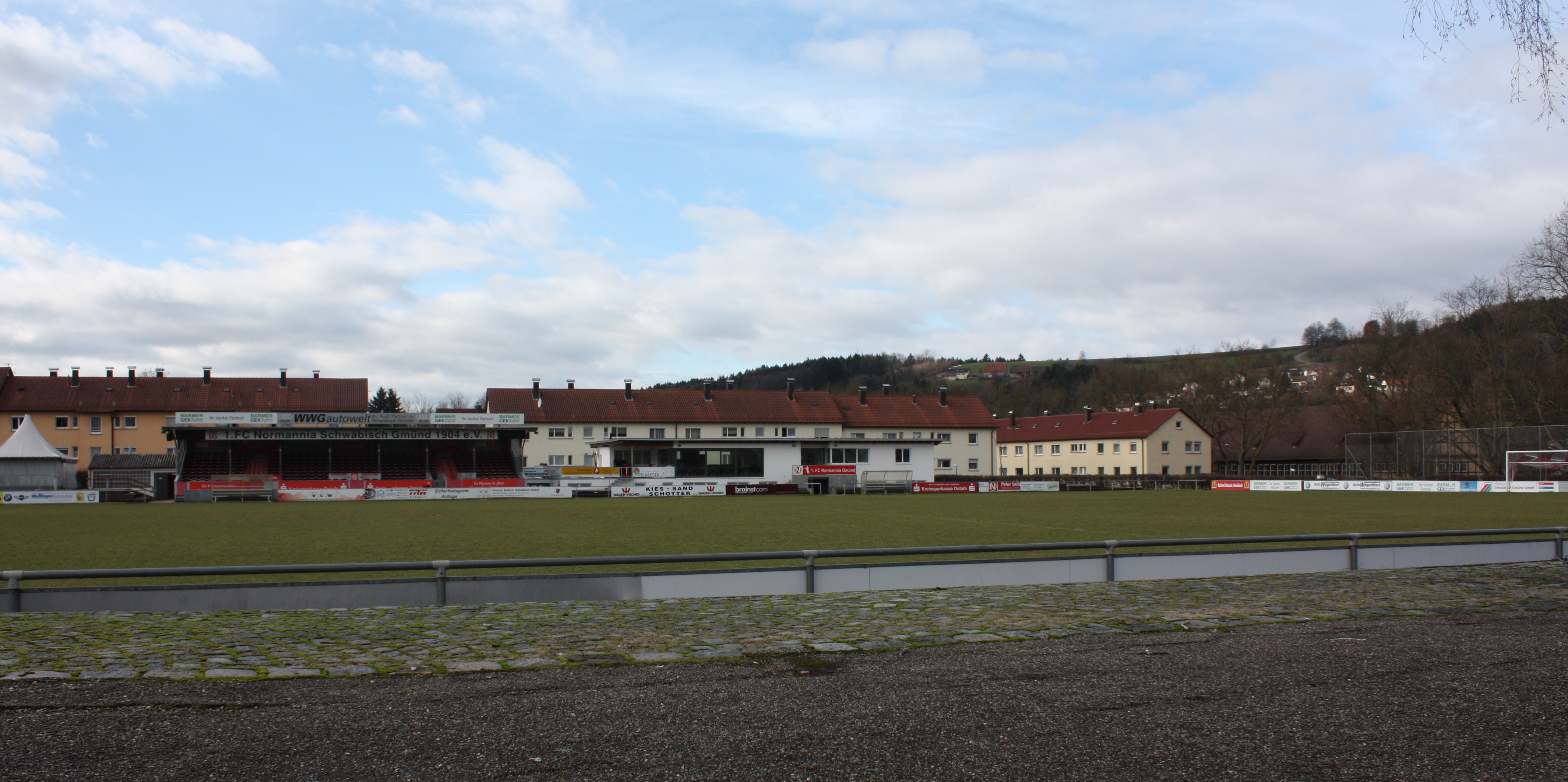
Jahnstadion

| Temporada | Divisão                    | Módulo | Posição |
| 2001–02   | Landesliga Württemberg     | VI     |         |
| 2002–03   | Verbandsliga Württemberg   | V      | 5ª      |
| 2003–04   | Verbandsliga Württemberg   | V      | 1ª ↑    |
| 2004–05   | Oberliga Baden-Württemberg | IV     | 9ª      |
| 2005–06   | Oberliga Baden-Württemberg | IV     | 12ª     |
| 2006–07   | Oberliga Baden-Württemberg | IV     | 11ª     |
| 2007–08   | Oberliga Baden-Württemberg | IV     | 9ª      |
| 2008–09   | Oberliga Baden-Württemberg | V      | 9ª      |
| 2009–10   | Oberliga Baden-Württemberg | V      | 7ª      |
| 2010–11   | Oberliga Baden-Württemberg | V      | 5ª      |
| 2011–12   | Oberliga Baden-Württemberg | V      | 16ª ↓   |
| 2012–13   | Verbandsliga Württemberg   | VI     | ª       |

## Fonte
- Grüne, Hardy (2001). Vereinslexikon. Kassel: AGON Sportverlag ISBN 3-89784-147-9